# Урочище «Баглаї» (пам'ятка природи)
Уро́чище «Баглаї́» — ботанічна пам'ятка природи місцевого значення в Україні. Об'єкт природно-заповідного фонду Хмельницької області. 
Розташована в межах Старокостянтинівського району Хмельницької області, на південний схід від с. Баглаї. 
Площа 0,9 га. Статус присвоєно згідно з рішенням облвиконкому від 4.09.1982 року № 278. Перебуває у віданні ДП «Старокостянтинівський лісгосп» (Самчиківське л-во, кв. 37, вид. 8). 
Статус присвоєно для збереження частини лісового масиву з насадженнями бука європейського віком 145 років. 